# Louis Frederick Kihneman
Louis Frederick Kihneman III (Lafayette, 17 febbraio 1952) è un vescovo cattolico statunitense, dal 16 dicembre 2016 vescovo di Biloxi.

## Biografia
Monsignor Louis Frederick Kihneman è nato a Lafayette, Louisiana, il 17 febbraio 1952.

### Formazione e ministero sacerdotale
Ha frequentato la Saint Andrew School di New Orleans e la Saints Cyril and Methodius School a Corpus Christi. È poi entrato nel seminario minore di Corpus Christi. Ha quindi svolto gli studi ecclesiastici presso il seminario "Santa Maria" di Houston dal 1972 al 1977. Ha ottenuto il Master of Arts in pedagogia religiosa nel 1976 e in teologia nel 1977 presso l'Università San Tommaso di Houston.
Il 18 novembre 1977 è stato ordinato presbitero per la diocesi di Corpus Christi da monsignor Thomas Joseph Drury nella cattedrale diocesana. In seguito è stato vicario parrocchiale della parrocchia di San Isidro Labrador, missione diocesana di Corpus Christi, ad Arteaga nel Messico dal 1977 al 1978; direttore diocesano dell'educazione religiosa dal 1978 al 1983 e vicario parrocchiale della parrocchia di Sant'Antonio a Robstown dal 1978 al 1980, della parrocchia di Cristo Re a Corpus Christi dal 1980 al 1981 e della parrocchia dei Santi Cirillo e Metodio a Corpus Christi dal 1981 al 1983; parroco della parrocchia di Nostra Signora di Guadalupe ad Alice dal 1983 al 1986; membro dell'ufficio per il personale sacerdotale dal 1984 al 1993; direttore delle vocazioni sacerdotali e direttore della casa degli studi "San Giovanni Maria Vianney" dal 1986 al 1993; vicario episcopale aggiunto per il clero dal 1988 al 1995; parroco della parrocchia del Sacro Cuore a Rockport dal 1993 al 2011; vicario generale dal 2010; cancelliere vescovile dal 2013 al 2014; parroco della parrocchia di San Filippo a Corpus Christi dal 2014. È stato anche membro del consiglio presbiterale dal 1977 al 1986, dal 2000 al 2009 e dal 2010. Nel 1990 è stato nominato cappellano di Sua Santità.

### Ministero episcopale
Il 16 dicembre 2016 papa Francesco lo ha nominato vescovo di Biloxi. Avrebbe dovuto ricevere l'ordinazione il 17 febbraio 2017 ma, per motivi di salute, la cerimonia è stata rinviata. Ha infatti subito un intervento chirurgico per diverticolite. Ha ricevuto l'ordinazione episcopale il 28 aprile successivo nella cattedrale della Natività della Beata Vergine Maria a Biloxi dall'arcivescovo metropolita di Mobile, co-consacranti il vescovo emerito di Biloxi Roger Paul Morin e il vescovo di Corpus Christi William Michael Mulvey. Durante la stessa celebrazione ha preso possesso della diocesi.
Oltre all'inglese, conosce lo spagnolo.

## Genealogia episcopale
La genealogia episcopale è:
- Cardinale Scipione Rebiba
- Cardinale Giulio Antonio Santori
- Cardinale Girolamo Bernerio, O.P.
- Arcivescovo Galeazzo Sanvitale
- Cardinale Ludovico Ludovisi
- Cardinale Luigi Caetani
- Cardinale Ulderico Carpegna
- Cardinale Paluzzo Paluzzi Altieri degli Albertoni
- Papa Benedetto XIII
- Papa Benedetto XIV
- Cardinale Enrico Enriquez
- Arcivescovo Manuel Quintano Bonifaz
- Cardinale Buenaventura Córdoba Espinosa de la Cerda
- Cardinale Giuseppe Maria Doria Pamphilj
- Papa Pio VIII
- Papa Pio IX
- Cardinale Raffaele Monaco La Valletta
- Cardinale Diomede Angelo Raffaele Gennaro Falconio, O.F.M.Ref.
- Vescovo Joseph Chartrand
- Cardinale Joseph Elmer Ritter
- Cardinale John Patrick Cody
- Arcivescovo John Lawrence May
- Arcivescovo Oscar Hugh Lipscomb
- Arcivescovo Thomas John Rodi
- Vescovo Louis Frederick Kihneman